# Maggie Cheung
Maggie Cheung Man-Yuk (Hong Kong, el 20 de setembre de 1964) és una actriu xinesa. Cheung és mundialment coneguda i ha guanyat nombrosos premis nacionals i internacionals que avalen les seves dots interpretatives. Així doncs, entre 1990 i el 2001, fou distingida fins a cinc ocasions amb el premi a la millor actriu del Festival de cinema de Hong Kong, ostentant el rècord de més victòries en aquesta categoria. També té el rècord de la millor actriu en el premi Golden Horse Award de Taiwan, que ha rebut en quatre ocasions. De la mateixa manera també guanyà l'Os de Plata a la millor actriu al Festival Internacional de Cinema de Berlín el 1992 i a la millor actriu al Festival de Cannes el 2004. El 2004, es va convertir en la primera actriu asiàtica nominada al César a la millor actriu.

## Carrera
Nascuda a Hong Kong, quan tenia vuit anys la seva família es va traslladar a Gran Bretanya i s'educà al Regne Unit. Va tornar a Hong Kong al finalitzar els seus estudis secundaris. En aquesta ciutat va començar la seva carrera com a model. El 1983 guanyà el concurs de bellesa Miss Hong Kong. Fou seleccionada per intervenir en la sèrie televisiva Police Cadet'84 amb el cèlebre Tony Leung i més tard l'estudi Shaw Bross la va contractar. Ha participat en diverses pel·lícules i en sèries de televisió.
Saltà a la fama internacional pels seus papers en pel·lícules del director hongkonguès Wong Kar-Wai, Cheung és una actriu molt versàtil que ha participat en més d'una vuitantena de projectes cinematrogràfics.

## Vida personal
Va tenir relacions amb el director hongkonès Derek Yee en els anys 80. Es va casar el 1998 amb Olivier Assayas, però el maig de 2001 es van divorciar. Ha tingut, més endavant, una relació sentimental amb l'arquitecte alemany Ole Scheeren.

## Filmografia
| Any  | Títol en xinès                    | Títol                                 |
| ---- | --------------------------------- | ------------------------------------- |
| 1984 | 青蛙王子                          | Prince Charming                       |
| 1984 | 緣份                              | Behind the Yellow Line                |
| 1985 | 摩登仙履奇緣                      | Modern Cinderella                     |
| 1985 | 警察故事                          | Armes invencibles (Police Story)      |
| 1985 | 聖誕奇遇結良緣                    | It's a Drink, It's a Bomb             |
| 1986 | 玫瑰的故事                        | Lost Romance                          |
| 1986 | 開心鬼撞鬼                        | Happy Ghost 3                         |
| 1986 | 原振俠與衛斯理                    | The Seventh Curse                     |
| 1987 | 天賜良緣                          | Sister Cupid                          |
| 1987 | 心跳一百                          | Heartbeat 100                         |
| 1987 | 精裝追女仔                        | The Romancing Star                    |
| 1987 | A計劃續集                         | Project A Part II                     |
| 1988 | 應召女郎1988                      | Call Girl '88                         |
| 1988 | 愛的逃兵                          | Love Soldier of Fortune               |
| 1988 | 過埠新娘                          | Paper Marriage                        |
| 1988 | 雙肥臨門                          | Double Fattiness                      |
| 1988 | 旺角卡門                          | As Tears Go By                        |
| 1988 | 南北媽打                          | Mother vs. Mother                     |
| 1988 | 月亮星星太陽                      | Moon, Star, Sun                       |
| 1988 | 求愛敢死隊                        | How to Pick Up Girls                  |
| 1988 | 警察故事續集                      | Police Story 2                        |
| 1988 | 肥貓流浪記                        | The Nowhereman/Beloved Son Of God     |
| 1988 | 黃色故事                          | The Game They Call Sex                |
| 1988 | 流金歲月                          | Last Romance                          |
| 1989 | 小小小警察                        | Little Cop                            |
| 1989 | 不脫襪的人                        | A Fishy Story                         |
| 1989 | 少女心                            | Hearts No Flowers                     |
| 1989 | 再見王老五                        | The Bachelor's Swan-Song              |
| 1989 | 我要富貴                          | My Dear Son                           |
| 1989 | 求愛夜驚魂                        | In Between Loves                      |
| 1989 | 急凍奇俠                          | The Iceman Cometh                     |
| 1989 | 神勇雙妹嘜                        | Doubles Cause Troubles                |
| 1990 | 人在紐約                          | Full Moon in New York                 |
| 1990 | 三人新世界                        | Heart into Hearts                     |
| 1990 | 客途秋恨                          | Song of the Exile                     |
| 1990 | 紅場飛龍                          | Dragon From Russia                    |
| 1990 | 愛在別鄉的季節                    | Farewell China                        |
| 1990 | 滾滾紅塵                          | Red Dust                              |
| 1990 | 阿飛正傳                          | Days of Being Wild                    |
| 1991 | 志在出位                          | Today's Hero                          |
| 1991 | 豪門夜宴                          | The Banquet                           |
| 1991 | 富貴吉祥                          | The Perfect Match                     |
| 1991 | 黑雪                              | Will of Iron                          |
| 1991 | 雙城故事                          | Alan & Eric - Between Hello & Goodbye |
| 1992 | 阮玲玉                            | Center Stage                          |
| 1992 | 兩個女人，一個靚，一個唔靚        | Too Happy for Words                   |
| 1992 | 白玫瑰                            | Rose                                  |
| 1992 | 家有喜事                          | All's Well, Ends Well                 |
| 1992 | 真的愛妳                          | True Love                             |
| 1992 | 新龍門客棧                        | New Dragon Gate Inn                   |
| 1992 | 譁! 英雄                          | What a Hero!                          |
| 1992 | 雙龍會                            | Twin Dragons                          |
| 1992 | 警察故事3: 超級警察               | Police Story 3: Supercop              |
| 1992 | 三人做世界                        | Heart Against Hearts                  |
| 1992 | 千面天王                          | Millionaire Cop                       |
| 1992 | 飛越謎情                          | The Enigma of Love                    |
| 1993 | 戰神傳說                          | Moon Warriors                         |
| 1993 | 赤腳小子                          | The Bare-Footed Kid                   |
| 1993 | 東方三俠                          | The Heroic Trio                       |
| 1993 | 武俠七公主                        | Holy Weapon                           |
| 1993 | 青蛇                              | Green Snake                           |
| 1993 | 飛越謎情                          | Enigma of Love                        |
| 1993 | 東成西就                          | The Eagle Shooting Heroes             |
| 1993 | 神經刀與飛天貓                    | Flying Dagger                         |
| 1993 | 追男仔                            | Boys are Easy                         |
| 1993 | 現代豪俠傳                        | Executioners                          |
| 1993 | 廉政第一擊                        | First Shot                            |
| 1993 | 濟公                              | The Mad Monk                          |
| 1994 | 新同居時代                        | In Between                            |
| 1994 | 東邪西毒                          | Ashes of Time                         |
| 1996 | 甜蜜蜜                            | Comrades: Almost a Love Story         |
| 1996 | 迷离劫                            | Irma Vep                              |
| 1997 | 宋家皇朝/宋家三姐妹               | The Soong Sisters                     |
| 1997 | 中国匣                            | Chinese Box                           |
| 1999 | 爱在异乡的故事                    | Augustin, King of Kung-Fu             |
| 2000 | 一見鍾情                          | Sausalito                             |
| 2000 | 花樣年華                          | In the Mood for Love                  |
| 2002 | 英雄                              | Heroe                                 |
| 2004 | 2046                              | 2046                                  |
| 2004 | 错过又如何/錯得多美麗             | Clean                                 |
| 2008 | 東邪西毒(終極版)                  | Ashes of Time Redux                   |
| 2009 | (Estrenada en llengua no anglesa) | Inglourious Basterds                  |
| 2010 | 全城熱戀熱辣辣                    | Hot Summer Days                       |
| 2010 | (Estrenada en llengua no anglesa  | Better Life                           |
| 2010 | 万层浪                            | Ten Thousand Waves                    |

## Premis i nominacions

### Premis
- 1992. Os de Plata a la millor actriu per Center Stage
- 2004. Premi a la interpretació femenina (Festival de Canes) per Clean

### Nominacions
- 2005. César a la millor actriu per Clean